# Corinti

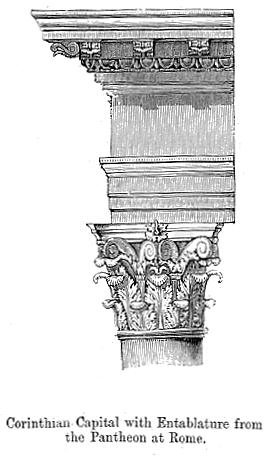
Il·lustració d'un capitell corinti.

L'ordre corinti és un dels tres ordres clàssics de l'arquitectura grega (els altres dos són el dòric i el jònic).
És molt esvelt i es caracteritza per un capitell en forma de campana invertida adornat amb dues o tres fileres de fulles d'acant i quatre volutes petites angulars a la part superior. La resta de característiques són molt semblants a les de l'ordre jònic.
L'origen aquest estil es troba a la Grècia clàssica, però ha estat heretat durant el temps, com a Roma, el renaixement, el barroc o el neoclassicisme i bona mostra d'això s'observa en la Maison Carrée de Nimes, el Panteó de Roma o en la façana del Congrés dels Diputats o del Museu del Prado de Madrid.